# Igor Vekič
Igor Vekič (6 maggio 1998) è un calciatore sloveno, portiere del Vejle e della nazionale slovena.

## Carriera

### Club
Cresciuto nel settore giovanile del Bravo, debutta in prima squadra il 5 agosto 2017 in occasione dell'incontro di 2. SNL vinto 3-0 contro il Rogaška.

### Nazionale
Nel 2021 viene convocato dalla nazionale Under-21 per il campionato europeo di categoria; il 24 marzo scende in campo nel match della fase a gironi contro la Spagna.
Il 20 gennaio 2024 fa il suo esordio in nazionale maggiore, nella gara amichevole vinta 0-1 contro gli USA.

## Statistiche
Statistiche aggiornate al 24 marzo 2021.

### Presenze e reti nei club
| Stagione              | Squadra               | Campionato            | Campionato | Campionato | Coppe nazionali | Coppe nazionali | Coppe nazionali | Coppe continentali | Coppe continentali | Coppe continentali | Altre coppe | Altre coppe | Altre coppe | Totale | Totale | Totale |
| Stagione              | Squadra               | Comp                  | Pres       | Reti       | Comp            | Pres            | Reti            | Comp               | Pres               | Reti               | Comp        | Pres        | Reti        | Pres   | Reti   |        |
| --------------------- | --------------------- | --------------------- | ---------- | ---------- | --------------- | --------------- | --------------- | ------------------ | ------------------ | ------------------ | ----------- | ----------- | ----------- | ------ | ------ | ------ |
| 2017-2018             | Bravo                 | 2.SNL                 | 24         | 0          | CS              | 0               | 0               |                    | -                  | -                  |             | -           | -           | 24     | 0      |        |
| 2018-2019             | Bravo                 | 2.SNL                 | 11         | 0          | CS              | 0               | 0               |                    | -                  | -                  |             | -           | -           | 11     | 0      |        |
| 2019-2020             | Bravo                 | 1.SNL                 | 26         | 0          | CS              | 1               | 0               |                    | -                  | -                  |             | -           | -           | 27     | 0      |        |
| 2020-2021             | Bravo                 | 1.SNL                 | 34         | 0          | CS              | 1               | 0               |                    | -                  | -                  |             | -           | -           | 35     | 0      |        |
| lug.-ago. 2021        | Bravo                 | 1.SNL                 | 7          | 0          | CS              | 0               | 0               |                    | -                  | -                  |             | -           | -           | 35     | 0      |        |
| Totale Bravo          | Totale Bravo          | Totale Bravo          | 102        | 0          |                 | 2               | 0               |                    | -                  | -                  |             | -           | -           | 104    | 0      |        |
| 2021-2022             | Paços Ferreira        | PL                    | 1          | 0          | CP+CdL          | 2+2             | 0               | -                  | -                  | -                  | -           | -           | -           | 5      | 0      |        |
| 2022-2023             | Paços Ferreira        | PL                    | 10         | 0          | CP+CdL          | 0               | 0               | -                  | -                  | -                  | -           | -           | -           | 10     | 0      |        |
| Totale Paços Ferreira | Totale Paços Ferreira | Totale Paços Ferreira | 11         | 0          |                 | 4               | 0               |                    | -                  | -                  |             | -           | -           | 15     | 0      |        |
| Totale carriera       | Totale carriera       | Totale carriera       | 113        | 0          |                 | 6               | 0               |                    | -                  | -                  |             | -           | -           | 119    | 0      |        |

### Cronologia presenze e reti in nazionale
| Cronologia completa delle presenze e delle reti in nazionale ― Stati Uniti | Cronologia completa delle presenze e delle reti in nazionale ― Stati Uniti | Cronologia completa delle presenze e delle reti in nazionale ― Stati Uniti | Cronologia completa delle presenze e delle reti in nazionale ― Stati Uniti | Cronologia completa delle presenze e delle reti in nazionale ― Stati Uniti | Cronologia completa delle presenze e delle reti in nazionale ― Stati Uniti | Cronologia completa delle presenze e delle reti in nazionale ― Stati Uniti | Cronologia completa delle presenze e delle reti in nazionale ― Stati Uniti |
| Data                                                                       | Città                                                                      | In casa                                                                    | Risultato                                                                  | Ospiti                                                                     | Competizione                                                               | Reti                                                                       | Note                                                                       |
| -------------------------------------------------------------------------- | -------------------------------------------------------------------------- | -------------------------------------------------------------------------- | -------------------------------------------------------------------------- | -------------------------------------------------------------------------- | -------------------------------------------------------------------------- | -------------------------------------------------------------------------- | -------------------------------------------------------------------------- |
| 20-1-2024                                                                  | San Antonio                                                                | Stati Uniti                                                                | 0 – 1                                                                      | Slovenia                                                                   | Amichevole                                                                 | -                                                                          |                                                                            |
| 6-6-2025                                                                   | Lussemburgo                                                                | Lussemburgo                                                                | 0 – 1                                                                      | Slovenia                                                                   | Amichevole                                                                 | -                                                                          |                                                                            |
| Totale                                                                     |                                                                            | Presenze                                                                   | 2                                                                          |                                                                            | Reti                                                                       | 0                                                                          |                                                                            |